# Gymnothorax mareei
Gymnothorax mareei (лат.) — вид лучепёрых рыб из семейства муреновых (Muraenidae). Распространены в восточной части Атлантического океана. Морские придонные рыбы. Максимальная длина тела 40 см.

## Описание
Тело удлинённое, мускулистое, умеренно сжатое с боков, без чешуи. Голова короткая, с несколько приподнятой затылочной областью. Задняя ноздря в виде простой поры без трубки, расположена над передним краем глаза. Челюсти не изогнуты дугой, смыкаются полностью или с небольшим зазором; при закрытом рте зубы не видны. Края зубов на обеих челюстях без зазубрин. На верхней челюсти зубы расположены в два ряда (кроме задних), а на нижней — в один ряд (за исключением передних). Спинной и анальный плавники слиты с хвостовым и покрыты кожей. Спинной плавник начинается на голове перед начальными порами боковой линии. Грудные и брюшные плавники отсутствуют. Позвонков 130—138.
Тело коричневого цвета, несколько светлее на брюхе, в области горла и нижней челюсти. Поры на верхней и нижней челюсти расположены в заметных белых пятнах; по задней половине нижней челюсти прямо над рядом пор проходит продольная белая полоса.
Максимальная длина тела 40 см.

## Ареал и места обитания
Распространены в восточной части Атлантического океана от Сенегала до Анголы, включая острова в заливе Биафа и остров Святой Елены. Морские придонные рыбы. Обитают в прибрежных водах над скалистыми и песчаными грунтами на глубине 15—25 м. Питаются ракообразными и мелкими рыбами.